# Erf (gebied)

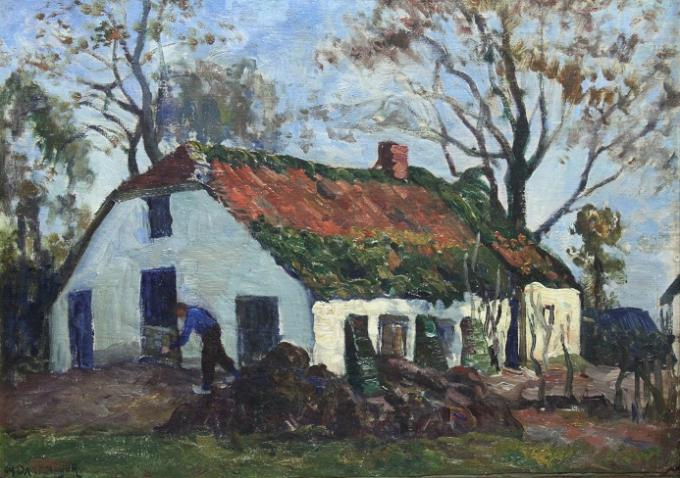
Boer op erf bij boerderij, Charles Dankmeijer (circa 1900)

Het erf is het gebied direct om een huis of in het bijzonder een boerderij. Ook de opstal zelf hoort bij het erf.

## Achtererven

### Suriname
In Suriname is een erf de plaats achter de aan de straat gelegen huizen, waar minder gefortuneerde mensen hun eenvoudige huisjes hebben. Deze erven worden geassocieerd met armoede en soms schrijnende hygiënische toestanden. Deze situatie gaat terug op de slaventijd, toen aan de straatkant de grote heren woonden in hun huizen die veelal van hout waren opgetrokken met een stenen stoep, terwijl de slaven op de achtererven in hutachtige onderkomens waren gehuisvest. Er was op zo'n erf vaak een gezamenlijke waterpomp. In het Sranantongo heten deze erven dyari, bakadyari of prasi. Naast het hoofdhuis was een toegangspoort tot die erven, die in het Sranan nengredoro heette. Vooral de Surinaamse schrijver Edgar Cairo heeft de (wan)toestanden op de erven vroeger en nu beschreven, bijvoorbeeld in zijn roman Dyari/Erven (1979).

### Nederland
In oude stadsdelen van plaatsen als Amsterdam, Groningen en Deventer lagen tussen de huizen zogenaamde gangen. Deze uiterst smalle stegen gaven toegang tot de achter de huizenrij gelegen (vaak illegaal) bebouwde achtererven of sloppen waar de minstbedeelden in bouwvallige onderkomens woonden.